# Adrianus Plaisier
Adrianus Plaisier (Hendrik-Ido-Ambacht, 4 november 1898 - Ede, 29 juli 1965) was een Nederlandse onderwijzer en verzetsstrijder in de Tweede Wereldoorlog.

## Levensloop
Plaisier werkte als onderwijzer op de School met de Bijbel aan de Telefoonweg in Ede, tegenwoordig bekend als de Cavaljéschool. In aanloop naar de Duitse inval in Nederland in mei 1940 bekleedde Plaisier de rang van reserve-kapitein in het Nederlandse leger.
Al vroeg na de uitbraak van de oorlog kwam hij in verweer tegen de Duitse bezetter. Hij werkte daarbij samen met Jan Spreij en Cornelis Verduijn. Aanvankelijk legden zij zich - met weinig succes overigens - toe op het bemachtigen van wapens. Hun werkterrein lag in eerste instantie niet zo zeer in hun woonplaats Ede, maar in andere provincies. Later in de oorlog verschoof het accent naar het verlenen van hulp aan onderduikers.
Op 24 juli 1941 was er een opstootje bij het huis van Plaisier aan de Kazernelaan. Een groep NSB'ers bracht het blad Volk en Vaderland rond. Plaisier maakte een afwerend gebaar, maar een van de NSB'ers vond dat het blad per se door de bus moest. Het liep uit op een gevecht, waarna de politie ingreep. Een van de daders kreeg een boete van 50 cent opgelegd, terwijl Plaisier van de rechter een preek kreeg dat hij de lectuur niet tot zich wilde nemen waarvoor deze "kameraden" hun vrije tijd opgaven.
Plaisier raakte via Flip Jalink betrokken bij de Ordedienst. Dit was een organisatie die bestond uit oud-militairen en er zich er met name op richtte om snel de orde te herstellen na het vertrek van de Duitsers. Als gevolg van vele arrestaties onder het kader in de eerste oorlogsjaren kwam deze organisatie nooit goed van de grond. Plaisier benaderde wel Jo van den Bent, Ko de Nooij, Jan Schokker, Evert Jan van Spankeren, Aart van Steenbergen en anderen of zij mee wilden werken.
In het voorjaar van 1943 sloot Plaisier zich aan bij de Landelijke Organisatie voor Hulp aan Onderduikers. Op 28 april 1943 werd Plaisier bij zijn huis aan de Kazernelaan 5 door vier politiemannen aangehouden, samen met de verzetsman P. Albers-Pistorius uit Nijmegen. Deze kwam regelmatig langs om gegevens van de Duitse troepensterkte in Ede te verkrijgen. Plaisier werd in afwachting van de komst van de Sicherheitsdienst (SD) ingesloten op het Edese politiebureau. Hij slaagde er tijdens een toiletbezoek echter in te ontsnappen en dook onder op de boerderij van de familie Van Aartsen aan de Maanderbuurtweg 44. Daar bleef hij gedurende de rest van de oorlog.
In opdracht van de Nederlandse regering in Londen moesten in september 1944 alle Nederlandse verzetsgroepen opgaan in de Binnenlandse Strijdkrachten die onder bevel kwamen te staan van prins Bernhard. Plaisier werd opgenomen in de plaatselijke staf. Op zondag 1 oktober 1944 namen Aart van Steenbergen en Plaisier twee Nederlandse SS'ers gevangen. Toen Van Steenbergen de Edese verzetsleider Derk Wildeboer telefonisch raadpleegde kreeg hij de opdracht hen te executeren. Van Steenbergen maakte aanvankelijk bezwaar, maar ging toch over tot executie. Op het moment dat hij wilde schieten weigerde zijn pistool. Een van de SS'ers bleek zelf nog de beschikking te hebben over een vuurwapen en schoot Van Steenbergen dood.
Plaisier zelf werd op 8 april 1945 voor een tweede keer aangehouden, ditmaal op zijn onderduikadres. Samen met hem werden Aart van Steenbergens jongere broers Jan, Elbertus en Martijn meegenomen door de SD. Kort daarvoor was de Wageningse verzetsman Frans van der Have al aangehouden. Het vijftal slaagde er in de twee landwachters die hen bewaakten te overmeesteren en dood te schieten. Plaisier, Van der Have en Jan van Steenbergen slaagden er in te ontkomen, maar Elbertus en Martijn werden gegrepen. Op 13 april 1945 werden zij door de SD-er Ries Jansen doodgeschoten in het bos op de Keijenberg nabij Bennekom.

## Persoonlijk
Plaisier was getrouwd met Elsje van Noord. Samen kregen zij vijf kinderen. In 1950 ontving hij het Oorlogsherinneringskruis voor zijn inspanningen in de meidagen van 1940. Plaisier was lid van de Gereformeerde Kerken in Nederland.